# Elijah Manangoi
Elijah Motonei Manangoi (Narok, 5 gennaio 1993) è un mezzofondista keniota, campione mondiale dei 1500 metri piani a Londra 2017.
Nella stessa disciplina ha vinto anche l'argento ai mondiali di Pechino 2015 e ha partecipato ai Giochi olimpici di Rio de Janeiro 2016 ma si è ritirato prima della semifinale per un infortunio. Ha un fratello, George, che gareggia nella stessa disciplina.

## Palmarès
| Anno | Manifestazione          | Sede           | Evento       | Risultato  | Prestazione | Note                  |
| ---- | ----------------------- | -------------- | ------------ | ---------- | ----------- | --------------------- |
| 2014 | Giochi del Commonwealth | Glasgow        | 1500 m piani | 12º        | 3'45"47     |                       |
| 2015 | Mondiali                | Pechino        | 1500 m piani | Argento    | 3'34"63     |                       |
| 2016 | Giochi olimpici         | Rio de Janeiro | 1500 m piani | Semifinale | dns         |                       |
| 2017 | Mondiali                | Londra         | 1500 m piani | Oro        | 3'31"61     |                       |
| 2018 | Giochi del Commonwealth | Gold Coast     | 1500 m piani | Oro        | 3'34"78     |                       |
| 2018 | Campionati africani     | Asaba          | 1500 m piani | Oro        | 3'35"20     | Record dei campionati |

## Campionati nazionali
2013
- 4º ai campionati kenioti, 400 m piani - 46"5 m

2014
- Argento ai campionati kenioti, 1500 m piani - 3'35"0 m

2015
- Oro ai campionati kenioti, 1500 m piani - 3'38"91

2019
- Oro ai campionati kenioti, 1500 m piani - 3'37"36

2022
- Eliminato in semifinale ai campionati kenioti, 1500 m piani - 3'46"45

2023
- 5º ai campionati kenioti, 1500 m piani - 3'39"20

## Altre competizioni internazionali
2016
- Argento ai Bislett Games ( Oslo), miglio - 3'52"04

2018
- Oro in Coppa continentale ( Ostrava), 1500 m piani - 3'40"00
- Oro ai Bislett Games ( Oslo), miglio - 3'56"95
- Argento al Weltklasse Zürich ( Zurigo), 1500 m piani - 3'31"16
- Oro all'Hanžeković Memorial ( Zagabria), 1500 m piani - 3'32"52
- Bronzo al Birmingham Grand Prix ( Birmingham), 800 m piani - 1'44"15

2019
- Oro al Doha Diamond League ( Doha), 1500 m piani - 3'32"21